# یوسف تیموری
یوسف تیموری واقف (زادهٔ ۶ دی ۱۳۵۸ در تهران) بازیگر ایرانی است. او حرفهٔ بازیگری را از سال ۱۳۷۶ با بازی در مجموعه سرزمین سبز آغاز کرد و با ایفای نقش در مجموعه‌های تلویزیونی کمدی مانند سیب خنده، مجید دلبندم و زیر آسمان شهر به شهرت رسید. او در چند فیلم جدی نیز بازی کرده است و موفق به دریافت جایزهٔ بهترین بازیگر نقش مکمل مرد از اولین دورهٔ جشنوارهٔ جام جم شده‌است.

## آغاز فعالیت هنری
یوسف تیموری فعالیت هنری خود را از اواسط دهه ۷۰ آغاز کرد. او با حضور در مجموعه‌های تلویزیونی کوتاه نقش‌های فرعی ایفا می‌کرد، اما خیلی زود استعدادش در ژانر طنز مورد توجه کارگردانان قرار گرفت.
نقطهٔ عطف کارنامه هنری تیموری، بازی در سریال محبوب زیر آسمان شهر به کارگردانی مهران غفوریان بود. او در این مجموعه نقش «پولاد» را بازی می‌کرد؛ شخصیتی ساده‌دل، بامزه و بسیار دوست‌داشتنی که باعث شد به شهرت فراوانی دست پیدا کند.
پس از موفقیت در این سریال، تیموری به یکی از چهره‌های ثابت سریال‌ها و فیلم‌های طنز تلویزیونی تبدیل شد و در آثار دیگری حضور یافت.

## زندگی شخصی
یوسف تیموری در سال ۱۳۵۸ در تهران به دنیا آمد. او در خانواده‌ای فرهنگی بزرگ شد و از همان دوران نوجوانی به بازیگری و اجرا علاقه‌مند بود. تیموری در مصاحبه‌هایش بارها از حمایت خانواده‌اش در مسیر هنری‌اش صحبت کرده است.
یکی از نکات جالب زندگی شخصی او، ازدواجش با دختری تایلندی‌تبار است که ماجرای آشنایی آن‌ها همواره برای مخاطبان جذاب بوده. او در یک برنامه تلویزیونی اعلام کرد که همسرش فارسی بلد نیست و آن‌ها در خانه به زبان انگلیسی با یکدیگر صحبت می‌کنند. حاصل این ازدواج یک فرزند پسر به نام "آرمین" است که گهگاه در شبکه‌های اجتماعی دیده می‌شود.
یوسف تیموری بر خلاف بسیاری از چهره‌های سینما و تلویزیون، زندگی شخصی خود را تا حد زیادی دور از حاشیه نگه داشته و بیشتر تمرکز خود را روی فعالیت‌های هنری و تربیت فرزندش گذاشته است.

## حضور در برنامه جوکر
یوسف تیموری در یکی از فصل‌های برنامهٔ پرطرفدار جوکر به کارگردانی احسان علیخانی حضور یافت و توانست با شوخ‌طبعی خاص و سبک طنز متفاوتش توجه مخاطبان را جلب کند.
در این برنامه که بر پایه خنداندن دیگر شرکت‌کنندگان و نخندیدن خود طراحی شده، تیموری با اجرای طنزهای بداهه، تقلید صدا و بازی‌های فیزیکی بامزه، بارها باعث خنده دیگران شد. برخی از اجراهای او به سرعت در شبکه‌های اجتماعی وایرال شد و تحسین بسیاری را برانگیخت.
حضور او در جوکر نشان داد که با گذشت سال‌ها از اوج فعالیتش در تلویزیون، هنوز هم توانایی خنداندن مردم را دارد و جایگاه خاصی در بین کمدین‌های ایرانی حفظ کرده است.

## فیلم‌شناسی

### فیلم‌های سینمایی
| سال  | نام فیلم         | کارگردان         |
| ---- | ---------------- | ---------------- |
| ۱۴۰۳ | دایناسور         | سید مسعود اطیابی |
| ۱۴۰۰ | ازدواج جنجالی    | اصغر نصیری       |
| ۱۳۹۹ | شهر گربه‌ها       | سید جواد هاشمی   |
| ۱۳۹۹ | تک‌خال            | مجید مافی        |
| ۱۳۹۸ | شهربانو          | مریم بحرالعلومی  |
| ۱۳۹۷ | ایکس‌لارج         | محسن توکلی       |
| ۱۳۹۷ | آپاچی            | آرش معیریان      |
| ۱۳۹۷ | تپلی و من        | حسین قناعت       |
| ۱۳۹۷ | خرها آدم نمی‌شوند | اکبر منصور فلاح  |
| ۱۳۹۶ | لازانیا          | حسین قناعت       |
| ۱۳۹۵ | پا تو کفش من نکن | محمدحسین فرح‌بخش  |
| ۱۳۸۹ | وفا ۲۰۱۲         | رضا شفیعی‌جم      |
| ۱۳۸۹ | پرستوهای عاشق    | فریال بهزاد      |
| ۱۳۸۸ | غافل             | منوچهر هادی      |
| ۱۳۸۷ | چشمک             | جهانگیر جهانگیری |
| ۱۳۸۷ | در شب عروسی      | رضا قهرمانی      |
| ۱۳۸۷ | موش              | شاهد احمدلو      |
| ۱۳۸۶ | مجنون لیلی       | قاسم جعفری       |
| ۱۳۸۵ | خواستگار محترم   | داود موثقی       |
| ۱۳۸۵ | دختر میلیونر     | اکبر خامین       |
| ۱۳۸۲ | بوتیک            | حمید نعمت‌الله    |
| ۱۳۸۲ | معادله           | ابراهیم وحیدزاده |
| ۱۳۸۰ | دختر شیرینی فروش | ایرج طهماسب      |

خاکستر نشین

### مجموعه‌های تلویزیونی
• ۱۴۰۳چارپایه (مجموعه تلویزیونی که بعد از مدتی یوسف تیموری برکنار شد)
- ۱۴۰۳ سال نو (ویژه برنامه تحویل سال)
- ۱۴۰۲ مسابقه قهرمان (مجموعه تلویزیونی) شبکه ۳
- ۱۴۰۰ نوروز رنگی (علیرضا مسعودی) شبکه تهران
- ۱۳۹۹ چوب خط (حمید بهرامیان) شبکه ۳
- ۱۳۹۸ زوج یا فرد (علیرضا نجف‌زاده) شبکه ۳
- ۱۳۹۶ پنچری (برزو نیک‌نژاد) شبکه ۳ - تابستان ۱۳۹۶
- ۱۳۹۴ حالت خاص (افشین اربابی) شبکه نسیم
- ۱۳۹۳ بچه‌های نسبتاً بد (سیروس مقدم) شبکه ۱
- ۱۳۹۲ خروس (سعید آقاخانی) شبکه ۲ - رمضان ۱۳۹۲
- ۱۳۹۱ دست بالای دست(محسن یوسفی) شبکه ۳ -نوروز ۱۳۹2
- ۱۳۹۱ تجربه‌های آقای خوشبخت (داریوش ربیعی) شبکه آموزش
- ۱۳۹۰ سایه سلطان (مرتضی آتش زمزم) شبکه ۲ - تابستان ۱۳۹۱
- ۱۳۹۰ دست بالای دست (محسن یوسفی) شبکه ۳
- ۱۳۹۰ راه در رو (سعید آقاخانی) شبکه ۳ - نوروز ۱۳۹۰
- ۱۳۸۹ باغ شیشه‌ای (مهدی مظلومی) شبکه ۲ - بهار ۱۳۸۹
- ۱۳۸۷ ماه عسل (شاهد احمدلو) شبکه ۲ - نوروز ۱۳۸۸
- ۱۳۸۷ غیرمحرمانه (مسعود رسام) شبکه تهران
- ۱۳۸۷ خط شکن (مسعود تکاور) شبکه تهران
- ۱۳۸۶ یک وجب خاک (علی عبدالعلی‌زاده) شبکه ۳ - ماه رمضان ۱۳۸۶
- ۱۳۸۶ قرارگاه مسکونی (سید جواد رضویان) شبکه تهران - نوروز ۱۳۸۷
- ۱۳۸۵ زندگی به شرط خنده (مهدی مظلومی) شبکه تهران
- ۱۳۸۴ برای آخرین بار (اکبر منصور فلاح) شبکه تهران
- ۱۳۸۳ کوچهٔ اقاقیا (رضا عطاران) شبکه تهران
- ۱۳۸۰ زیر آسمان شهر ۱ (مهران غفوریان) شبکه ۳
- ۱۳۸۲ آشتی کنان (مجید صالحی) شبکه ۳
- ۱۳۷۸ قطار ابدی (بهروز بقایی و رضا عطاران) شبکه ۳
- ۱۳۷۸ آژانس دوستی (گروهی از کارگردانان) شبکه ۱
- ۱۳۷۸ این چند نفر (مهران غفوریان) شبکه ۳
- ۱۳۷۷ مجید دلبندم (رضا عطاران) شبکه ۱
- ۱۳۷۶ سیب خنده (رضا عطاران و شیرین جاهد) شبکه ۱
- ۱۳۷۶ سرزمین سبز (بیژن بیرنگ و مسعود رسام) شبکه ۲

### تله‌فیلم‌های ویدیویی، تلویزیونی[نیازمند منبع]
- ۱۳۹۶ موش گیر (احسان صادقی جهانی)
- ۱۳۹۷ عروس بندر (نسیم معقولی)
- ۱۳۹۴ بندرعباس (شاهین باباپور)
- ۱۳۹۳ امیر ۲۰۱۴ (محسن درمنش)
- ۱۳۹۱ بچه‌های عوضی (فریدون جیرانی)
- ۱۳۹۱ ماشین عروس (خداداد جلالی)
- ۱۳۹۰ تایماز موتوری ، (فرشاد ارج)
- ۱۳۹۰ کبری ۰۰۱۲ (مهدی مظلومی)
- ۱۳۸۹ سیا زنگی (ابراهیم ابراهیمیان)
- ۱۳۸۹ مواظب خودت باش عزیزم (یوسف تیموری)
- ۱۳۸۹ عاشقی با اعمال شاقه (حسام حمیدی)
- ۱۳۸۹ ارث شیرین (شهاب عباسی)
- ۱۳۸۹ کات کلانتری (علی میری رامشه)
- ۱۳۸۹: وفا ۲۰۱۲ (رضا شفیعی‌جم)
- ۱۳۸۹ گوهر (منوچهر هادی)
- ۱۳۸۹ با من شوخی نکن (محسن منشی‌زاده)
- ۱۳۸۹ یک بام و دو هوا (یوسف تیموری)
- ۱۳۸۹ دامادی به نام صفر (فرشاد ارج)
- ۱۳۸۸ هشت (محمد رسولی)
- ۱۳۸۸ کادوی در به در (یوسف تیموری)
- ۱۳۸۸ به روح پدرم (سید جواد رضویان)
- ۱۳۸۸ کبری ۰۰۱۱ (مهدی مظلومی)
- ۱۳۸۷ قاتلین پیرمرد (اصغر نعیمی)
- ۱۳۸۷ دست راست من (داریوش ربیعی)

### شبکه نمایش خانگی
- شام ایرانی (۱۳۹۰)
- آقای سانسور (۱۳۹۶)
- جوکر (۱۴۰۰)
- شب‌های مافیا (۱۴۰۰)
- آخرین نفری که می‌خنده (سری چهارم) (۱۴۰۱)
- رهایم کن (۱۴۰۱)

- تی‌ان‌تی (۱۴۰۲)
- برنامه همزاد من (۱۴۰۳)
- ناتو (۱۴۰۲)
- چیدمانه (۱۴۰۲)
- اسکار (۱۴۰۳)